# Clyde Drexler

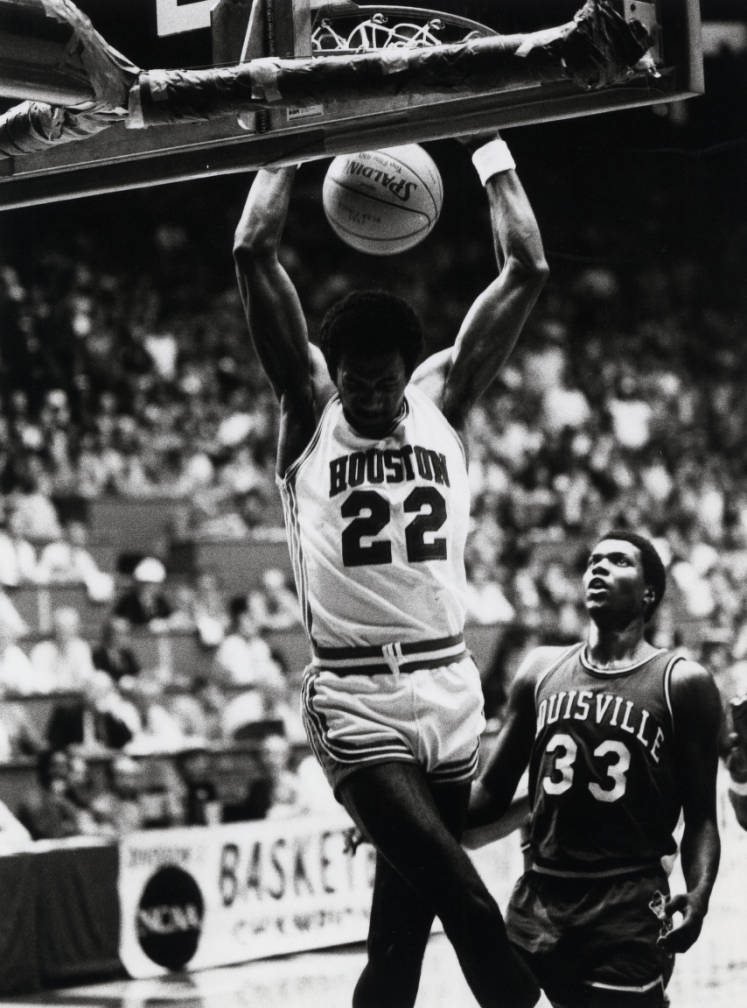
Drexler w barwach Houston Cougars.

Clyde Austin Drexler (ur. 22 czerwca 1962 w Nowym Orleanie) – amerykański koszykarz, występujący na pozycji rzucającego obrońcy, członek Koszykarskiej Galerii Sław, mistrz olimpijski (1992) i mistrz NBA (1995), zawodnik Portland Trail Blazers (11 sezonów) i Houston Rockets (4 sezony). W 1996 znalazł się na liście 50 najlepszych koszykarzy w historii NBA ogłoszonej z okazji 50-lecia ligi.

## Kariera
Studiował na Uniwersytecie Houston, gdzie m.in. razem z Hakeemem Olajuwonem był członkiem bractwa koszykarskiego – Phi Slama Jamma. Wraz z drużyną akademicką dotarł do Finałów NCAA 1983 roku, gdzie jednak przegrali z NC State Wolfpack 54–52.
Po trzech latach studiów postanowił zgłosić się do Draftu NBA 1983 roku, gdzie został wybrany z numerem 14 przez Portland Trail Blazers.
W sezonie 1984/1985 zajął ex aequo drugie miejsce w głosowaniu na najlepszego „szóstego” zawodnika ligi. Pobił rekord świata w najwyższym wsadzie do kosza, umieszczonego na wysokości 3,38 m od parkietu.
Wraz z Trail Blazers dotarł do Finałów NBA w 1990 i 1992 roku. Był członkiem „Dream Teamu” – drużyny olimpijskiej USA na Letnie igrzyska olimpijskie w 1992 roku, która zdobyła złoty medal.
Po zakończeniu rozgrywek 1991/1992 zajął drugie miejsce w głosowaniu na MVP sezonu.
Po 11 sezonach w barwach Blazers został wymieniony do Houston Rockets, którzy rok wcześniej zdobyli mistrzostwo NBA. W kolejnym sezonie Rockets z Drexlerem w składzie ponownie zdobyli mistrzostwo, pokonując w finale Orlando Magic 4:0. Karierę zakończył po sezonie 1997/98.
Po zakończeniu kariery podjął się pracy trenera drużyny koszykarskiej swej Alma Mater – Uniwersytetu Houston, którą zakończył po dwóch latach (w 2000).
W 1996 znalazł się na liście 50 najlepszych koszykarzy w historii NBA ogłoszonej z okazji 50 lecia ligi, w 2004 zaś został członkiem Koszykarskiej Galerii Sław. Numer 22, z którym grał Drexler, został zastrzeżony zarówno przez Rockets, jak i Trail Blazers.
Jest jednym z kilku graczy w historii NBA, którzy w przeciągu całej kariery zanotowali łącznie co najmniej 20 000 punktów, 6000 zbiórek i 6000 asyst (przed nim dokonali tego wyłącznie Oscar Robertson i John Havlicek).

## Film
W 1987 pojawił się w jednym z odcinków serialu Świat według Bundych. W 2006 wystąpił w filmie Magiczne buty 2.

## Osiągnięcia
Na podstawie, o ile nie zaznaczono inaczej.

### NCAA
- Wicemistrz NCAA (1983)
- Uczestnik rozgrywek:
  - NCAA Final Four (1982, 1983)
  - turnieju NCAA (1981, 1982, 1983)
- Mistrz:
  - turnieju konferencji Southwest (SWC – 1981, 1983)
  - sezonu regularnego konferencji SWC (1983)
- Zawodnik Roku Konferencji SWC (1983)[19]
- Zaliczony do:
  - I składu All-SWC (1983)
  - II składu All-American (1983)[20]
  - Akademickiej Galerii Sław Koszykówki (2006)[21]
- Uczelnia zastrzegła należący do niego numer 22

### NBA
- Mistrz NBA (1995)[5]
- dwukrotny wicemistrz NBA (1990, 1992)[5]
- 10-krotnie powoływany do udziału w meczu gwiazd NBA (1986, 1988-94, 1996, 1997[a])[23]
- Wybrany do:
  - I składu NBA (1992)[24]
  - II składu NBA (1988, 1991)[24]
  - III składu NBA (1990, 1995)[24]
  - grona 50 najlepszych zawodników w historii NBA (NBA’s 50th Anniversary All-Time Team – 1996)[11]
  - składu najlepszych zawodników w historii NBA, wybranego z okazji obchodów 75-lecia istnienia ligi (2021)[25]
- Zwycięzca konkursu 2 Ball (1998)[26]
- Uczestnik konkursu wsadów (1984 – 8. miejsce, 1985 – 8. miejsce, 1987 – 4. miejsce, 1988 – 3. miejsce, 1989 – 2. miejsce)
- Lider:
  - play-off w średniej przechwytów (1996)[27]
  - wszech czasów Portland Trail Blazers w liczbie zdobytych punktów (18040), zbiórek (5339), strat (2409), fauli (2699), przechwytów (1795), średniej przechwytów (2,1), celnych (6889) i oddanych (14425) rzutów z gry, celnych (3798) i oddanych (4816) rzutów wolnych, rozegranych spotkań (867) oraz minut (29496)[28]
- Zawodnik:
  - miesiąca NBA (listopad 1991)[29]
  - tygodnia NBA (5.01.1986, 29.11.1987, 6.12.1987, 13.03.1988, 25.12.1988, 9.04.1989, 26.11.1989, 18.11.1990, 31.03.1991, 14.04.1991, 9.04.1995)[30]
- Kluby Portland Trail Blazers oraz Houston Rockets zastrzegły należący do niego w numer 22[31]
- Jedyny gracz w historii NBA, który zdobył w trakcie całej swojej kariery (sezon regularny) co najmniej 20000 punktów, 6000 zbiórek, 6000 asyst i 2000 przechwytów[32][33]

### Reprezentacja
- Mistrz:
  - olimpijski (1992)[34]
  - Ameryki (1992)[35]

### Inne
- Zwycięzca turnieju McDonalda (1995)
- MVP turnieju McDonalda (1995)
- Zaliczony do I składu turnieju McDonalda (1995)
- Wybrany do Koszykarskiej Galerii Sław im. Jamesa Naismitha:
  - Naismith Memorial Basketball Hall Of Fame – 2004[12]
  - jako członek drużyny olimpijskiej z 1992 roku (Naismith Memorial Basketball Hall Of Fame – 2010)[36]